# 고흥군 (1963년 선거구)
고흥군은 대한민국의 옛 국회의원 선거구이다. 당시 전라남도 고흥군 지역을 관할했다.

## 역사
제6대 국회의원 선거를 앞두고 고흥군 갑 선거구와 고흥군 을 선거구가 통합되면서 신설되었다.
제9대 국회의원 선거를 앞두고 보성군 선거구와 통합되면서 고흥군·보성군 선거구를 이루게 됨에 따라 폐지되었다.

## 역대 국회의원
| 선거   | 정당 | 정당       | 의원   |
| ------ | ---- | ---------- | ------ |
| 1963년 |      | 민주공화당 | 신형식 |
| 1967년 |      | 대중당     | 서민호 |
| 1971년 |      | 민주공화당 | 신형식 |

## 역대 선거 결과

### 대한민국 제6대 국회의원 선거
|  | 42.83% |

|  | 22.22% |

|  | 14.46% |

|  | 13.35% |

|  | 4.08% |

|  | 3.03% |

### 대한민국 제7대 국회의원 선거
|  | 50.43% |

|  | 49.56% |

|  | 0% |

### 대한민국 제8대 국회의원 선거
|  | 63.46% |

|  | 35.64% |

|  | 0.89% |